# Astata minor
Astata minor är en stekelart som beskrevs av Kohl 1885. Astata minor ingår i släktet Astata, och familjen Crabronidae. Enligt den finländska rödlistan är arten nära hotad i Finland. Enligt den svenska rödlistan är arten sårbar i Sverige. Arten förekommer i Götaland, Gotland, Öland och Svealand. Artens livsmiljö är torra gräsmarker.